# 北海道道1024号川向端野線
北海道道1024号川向端野線（ほっかいどうどう1024ごう かわむかいたんのせん）は、北海道北見市端野町内を結ぶ一般道道（北海道道）である。

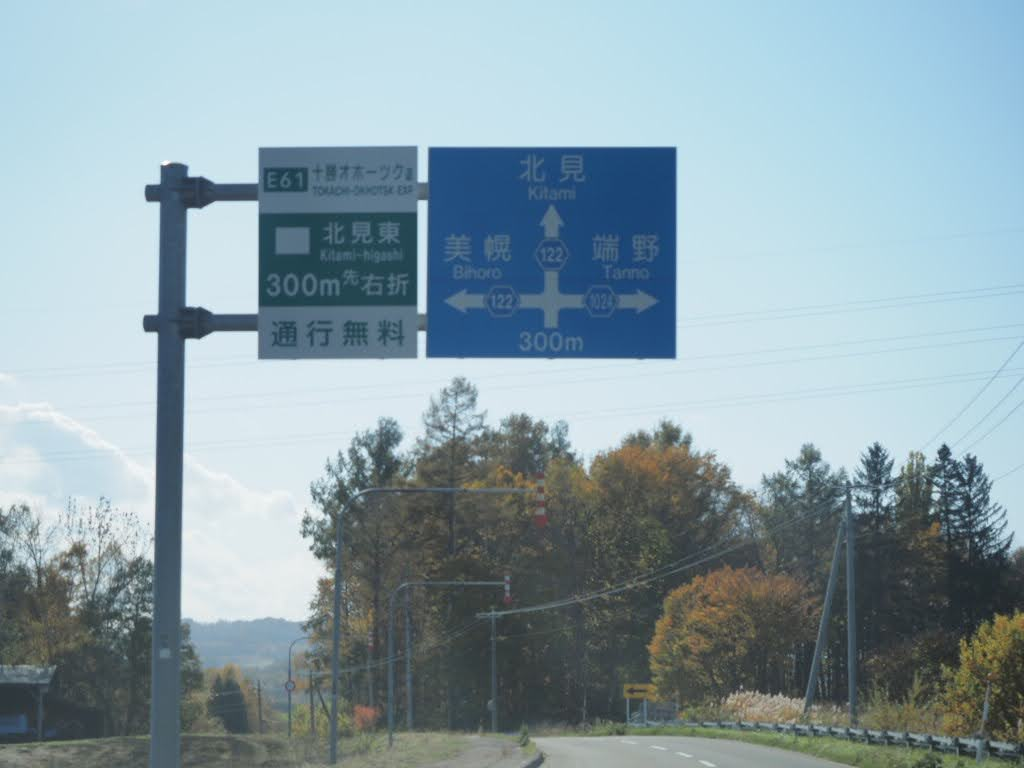
道道1024号案内標識

## 概要

### 路線データ
- 起点：北海道北見市端野町川向（北海道道122号北見端野美幌線・北海道道556号緋牛内北見線交点）
- 終点：北海道北見市端野町端野（国道39号交点）
- 路線延長：4.7 km

## 歴史
- 1982年（昭和57年）9月30日 路線認定[1]。

## 地理

### 通過する自治体
- オホーツク総合振興局
  - 北見市

### 交差する道路
北見市
- 北海道道122号北見端野美幌線 - 端野町川向（起点）
- 北海道道556号緋牛内北見線 - 端野町川向（起点）
- 十勝オホーツク自動車道（北見道路）北見東IC - 端野町川向
- 国道39号 - 端野町端野（終点）

### 沿線にある施設など
北見市
- JR北海道 石北本線 端野駅 - 端野町端野